# Сулковице
Сулковице (пол. Sułkowice)  —  город  в Польше, входит в Малопольское воеводство,  Мысленицкий повят.  Имеет статус городско-сельской гмины. Занимает площадь 16,46 км². Население — 6288 человек (на 2004 год).